# Kallaton
Kallaton är en sjö i Ockelbo kommun i Gästrikland och ingår i Gavleåns huvudavrinningsområde.